# ایستگاه کوماگومه
ایستگاه کوماگومه (انگلیسی: Komagome Station) یک ایستگاه قطار است که در توشیما-کو، توکیو در ژاپن واقع شده‌است.